# Pinne fucile ed occhiali/Guarda come dondolo
Pinne fucile ed occhiali/Guarda come dondolo è un 45 giri di Edoardo Vianello.

## Tracce
Testi e musiche di Carlo Rossi e Edoardo Vianello.
1. Pinne fucile ed occhiali – 2:37
2. Guarda come dondolo – 2:32

## Descrizione
Il disco arriva ai primi posti in classifica. Guarda come dondolo, pur essendo un lato B, è considerata uno dei primi tormentoni della storia.
Come raccontato dallo stesso Vianello a Una pezza di Lundini, per provare i sound marini della canzone, Vianello e Morricone allagarono lo studio.
I testi sono di Carlo Rossi e le musiche di Edoardo Vianello.
Entrambi i brani furono utilizzati nella colonna sonora dei film Il sorpasso (1962) di Dino Risi, mentre Guarda come dondolo fu usata nel film Il comandante (1963) con Totò.
Il twist è stato ripreso nella seconda stagione della serie televisiva Master of None, facendo entrare il brano nella Top 10 Tv Songs Chart di Billboard nel giugno 2017.
Nel giugno 2017 il brano conosce è inserito in un episodio della serie statunitense Master of None nel quale il protagonista Aziz Ansari impara a ballare il twist sulle note di Guarda come dondolo. Per alcune settimane ritorna nella top-ten americana delle canzoni più scaricate.